# Jadin Bell
Jadin Bell (La Grande, 4 giugno 1997 – Portland, 3 febbraio 2013) è stato un giovane statunitense, vittima di bullismo e omofobia, di conseguenza morto suicida.

## La vicenda

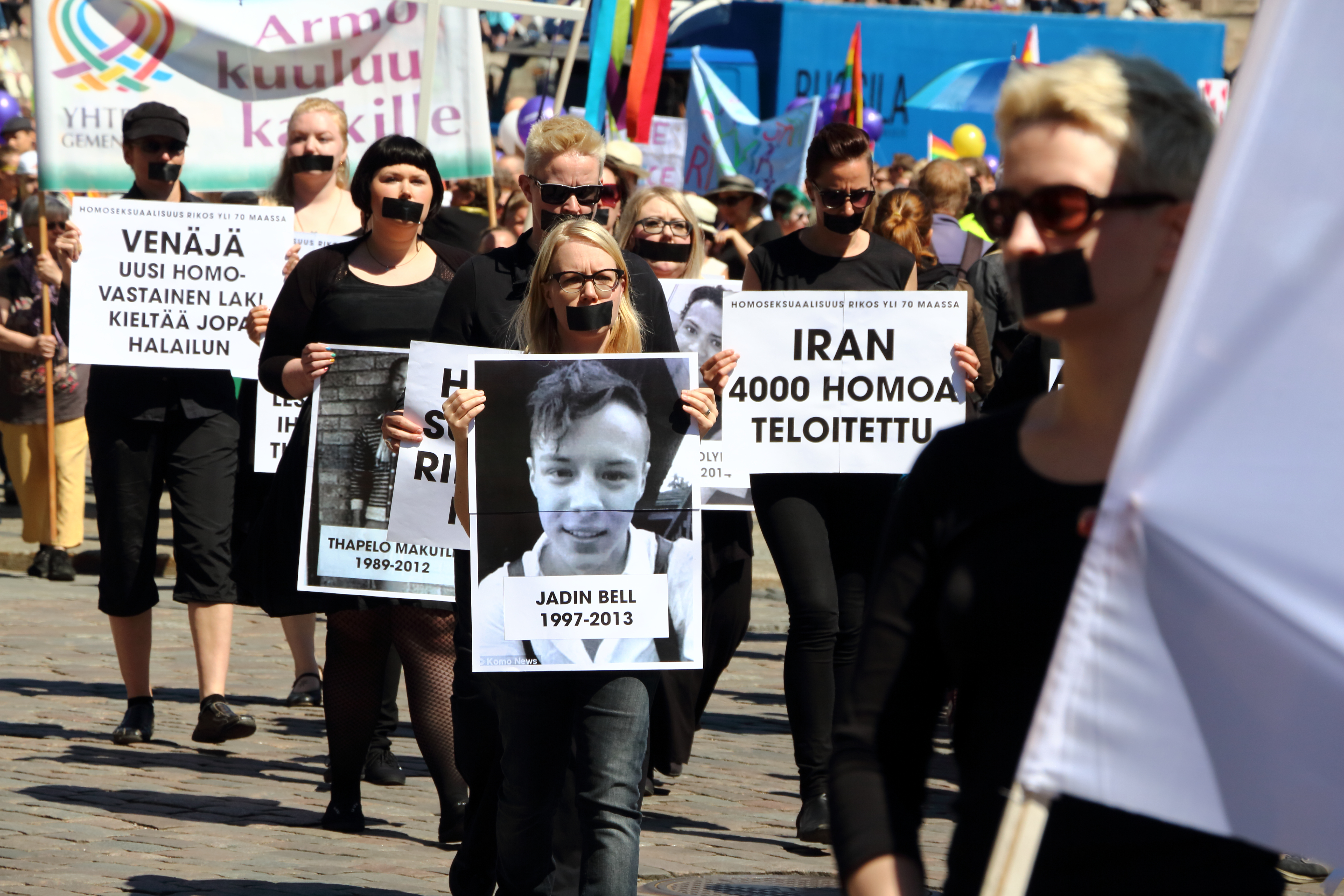
Manifesto in memoria di Jadin Bell nella marcia per chi non può farlo da sé (Marching for Those Who Can't) in occasione del Pride di Helsinki del 2014.

La sua storia ha aumentato a livello nazionale l'attenzione verso la tematica del bullismo e più specificamente del bullismo omofobico.
Bell, giovane omosessuale quindicenne, era stato pesantemente angariato sia di persona che tramite internet per la sua omosessualità. Era membro del gruppo di cheerleading preso la La Grande High School in Oregon dove era uno studente del secondo anno. Il 19 gennaio 2013 Bell si recò presso una vicina scuola elementare e si impiccò ad una delle strutture nell'area giochi. Non morì sul colpo e fu portato precipitosamente al pronto soccorso dell'ospedale della Oregon Health & Science University presso Portland dove fu tenuto in vita artificialmente. La morte è sopraggiunta il seguente 3 febbraio a soli 15 anni.
La morte di Bell ha avuto una notevole eco mediatica e ha catalizzato l'attenzione sul problema del bullismo omofobico fra i giovani. Fra le numerose testate giornalistiche che hanno riportato il caso di Jadin Bell figurano: The Huffington Post, Salon, Oregon Public Broadcasting, The Raw Story, GLAAD  e Pink News. I media hanno riportato che il suicidio deriva dalle vessazioni di stampo omofobo, tesi che il padre di Bell ha avvalorato completamente avendo affermato: "È stato ferito davvero profondamente proprio per il bullismo a scuola. Si, c'erano stati altri problemi, ma in ultima analisi tutto è dovuto al bullismo, al non essere accettato in quanto omosessuale".
Dopo la morte di Jadin Bell, suo padre, Joe Bell, aveva previsto un viaggio commemorativo attraverso il paese in onore di suo figlio. Pianificò di attraversare gli Stati Uniti continentali nell'arco di due anni, diffondere la consapevolezza sul bullismo e gli effetti che esso può generare. Bell si dimise dalla sua posizione presso la Boise Cascade Company, azienda produttrice di legname e materiali da costruzione, e diede il suo supporto per la promozione dell'associazione Faces for Change, una fondazione non-profit contro il bullismo, parlando nelle scuole attraverso gli Stati Uniti. Egli dichiarò: "Non fare nulla è inaccettabile. Coloro che guardano e non fanno nulla sono altrettanto colpevoli. Stanno dicendo che è accettabile."
Il 9 ottobre 2013 fu però investito in Colorado da un camionista addormentatosi alla guida, e perse tragicamente la vita.
Oggi il giovane Jadin Bell riposa al Grandview Cemetery di La Grande.

## Il film
Nel 2020 è stato prodotto il film Joe Bell, diretto da Reinaldo Marcus Green, che narra la vicenda di Jadin Bell.